# Gauloise dorée
Pour les articles homonymes, voir Gauloise.
La gauloise dorée est une race de poule française. 

## L'animal

### Description
La gauloise dorée est de taille modeste. La poule pond régulièrement au printemps et durant l'été des œufs blancs d'au moins soixante grammes.
En dépit de sa domestication, cette race a conservé une partie de son caractère sauvage. En particulier la poule peut voler sur plusieurs dizaines de mètres à 5-6 mètres au-dessus du sol sans difficulté, comme toutes les races légères, moyennes et naines.
La gauloise dorée a bien failli disparaître à la sortie  de la Seconde Guerre mondiale, mais connaît un nouvel essor grâce aux élevages amateurs et professionnels très nombreux

### Standard
- Masse idéale : Coq : 2,5 à 3 kg ; Poule :  2 kg
- Crête : simple
- Oreillons : blancs
- Couleur des yeux : rouge orangé
- Couleur de la peau : blanchePoule Gauloise saumon doréCouleur des tarses : gris ardoise

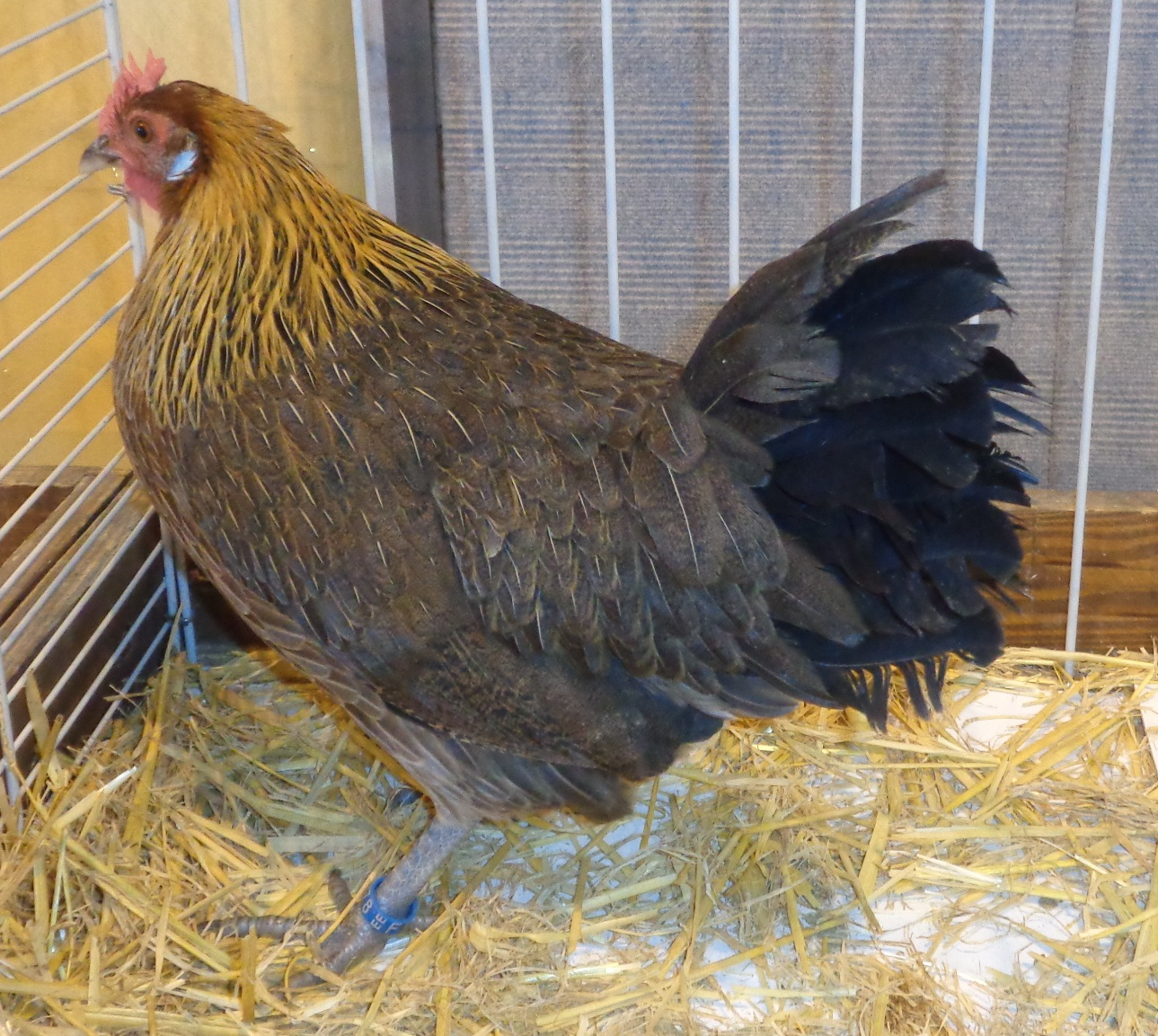
Poule Gauloise saumon doré

- Couleur du plumage : saumon doré, saumon doré clair
- Œufs à couver : min. 60 g, coquille blanche
- Diamètre des bagues : Coq : 18 mm ; Poule : 16 mm

### Sources
- Le Standard officiel des volailles (Poules, oies, dindons, canards et pintades), édité par la Société centrale d'aviculture de France.